# Trésor de Lava
Pour les articles homonymes, voir Lava.

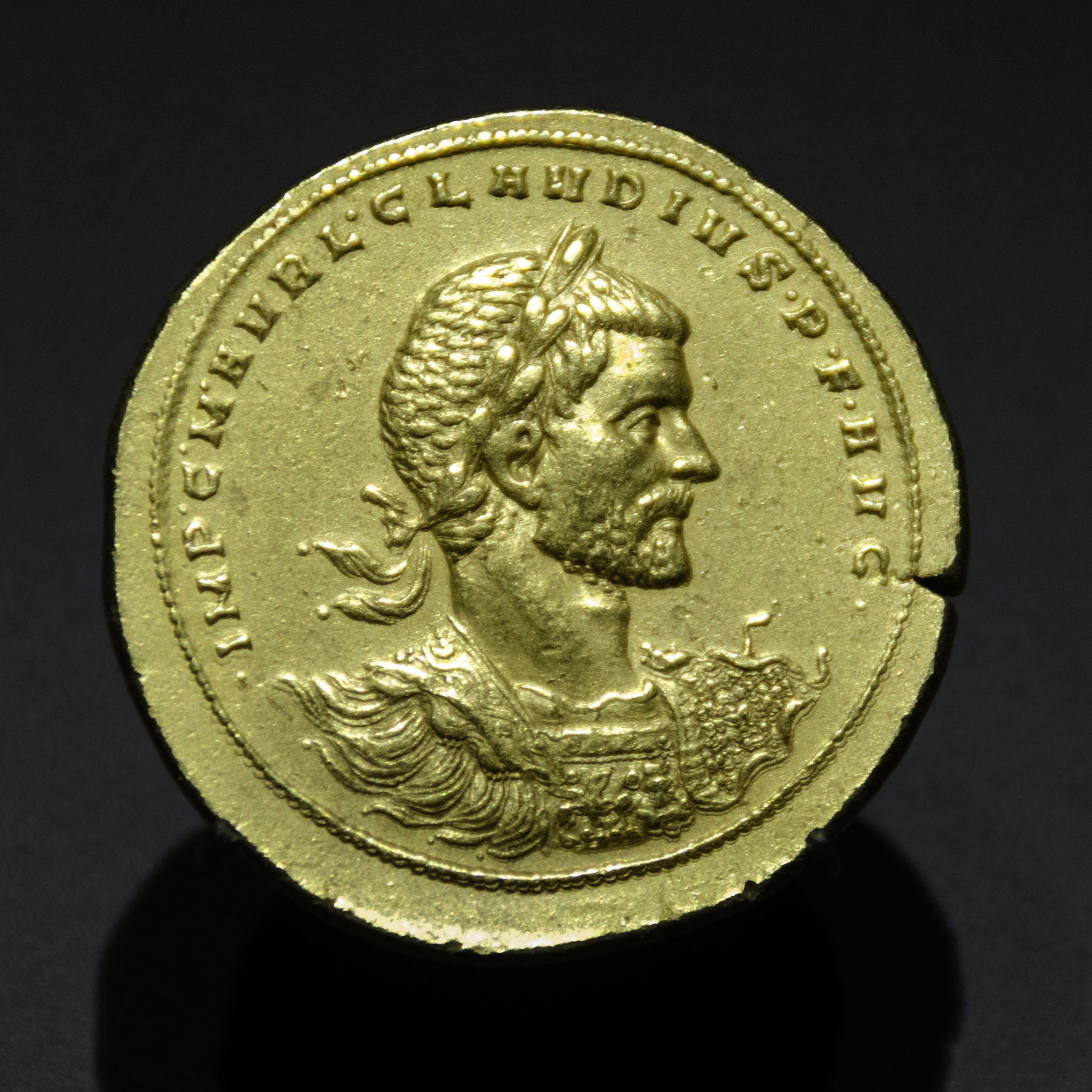
Médaillon de huit aurei de Claude II, musée archéologique national de Madrid, en provenance du trésor (71).

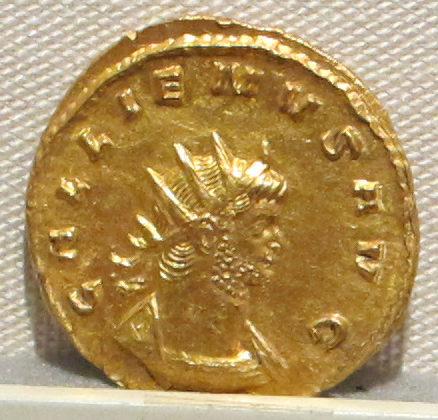
Aureus de Gallien, semblable aux nombreux exemplaires trouvés à Lava.

Le trésor de Lava est un ensemble inestimable de monnaies romaines, médaillons et objets en or du IIIe siècle découverts en Corse, dans le golfe de Lava, sur la commune d'Alata, à quelques kilomètres d'Ajaccio.

## Les étapes de la découverte
En 1956, 41 pièces d'or, aurei et médaillons sont mises sur le marché sans explication sur leur provenance. Elles sont dispersées aux enchères et font l'objet d'une publication savante établie par Jean Lafaurie, directeur des études de numismatique romaine à l'École pratique des hautes études en 1958,,. D'autres découvertes auraient été faites en 1971. Toujours selon Jean Lafaurie, une première découverte aurait eu lieu en Corse par un pêcheur de corail au XIXe siècle.
Le site de Lava livre à nouveau de nombreuses pièces d'or découvertes clandestinement à partir du 6 septembre 1985 par trois plongeurs corses : Félix Biancamaria, son frère Ange et leur ami Marc Cotoni qui, selon leurs dires, pêchaient au départ des oursins. Jusqu'en novembre 1986, une équipe plus importante de plongeurs corses remonte ainsi de nombreuses pièces remarquables. Les objets sont découverts dans une zone oscillant entre 20 cm et 6 m de profondeur. Certaines pièces étaient collées à la roche par une gangue que les plongeurs ont dû casser au couteau ou au marteau. D'autres se trouvaient dans une couche de sable, sous des rochers que les plongeurs ont soulevés avec divers appareils (ballon, crics, vérins). La présence des objets sous les rochers montre que le site a subi un important éboulement rocheux par le passé.
Les objets du trésor de Lava auraient ainsi été recueillis à plusieurs époques différentes.

## Inventaire
D'après les informations communiquées par le livre de Félix Biancamaria, les objets découverts en 1985 seraient :
- entre 400 et 600 pièces en or, aurei et multiples des empereurs Gallien, Claude II le Gothique, Quintille et Aurélien ;
- des bijoux et des anneaux d'or qui auraient été vendus ou fondus par les inventeurs du trésor ;
- un plat en or au centre duquel se trouvait enchâssé un médaillon de Gallien ;
- possible présence d'une statuette en or représentant un enfant ailé tenant une huître, même si son existence n'a pas été prouvée, selon le témoin, elle aurait été fondue. Un croquis de cette statue a été établi.

Au total, la valeur de ce trésor serait estimée à plusieurs dizaines de millions d'euros, sans la statue, qui est, inestimable. Certaines monnaies rarissimes seraient évaluées à 250 000 € l'unité.

## Contexte historique

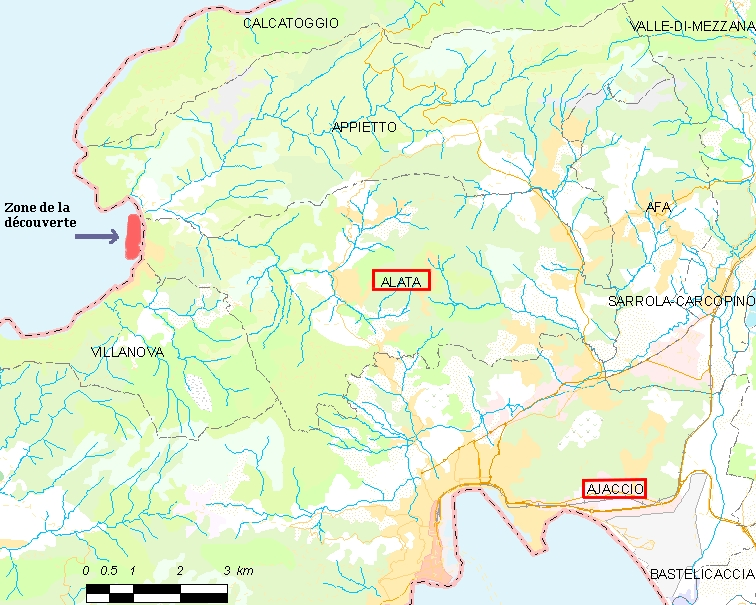
Localisation cartographique du golfe de Lava, site de la découverte.

Selon l'expertise du CNRS en 1990, le trésor de Lava date du IIIe siècle de notre ère, au moment de la décadence de l'Empire. Après Gallien, Claude II le Gothique puis son frère Quintillus prennent le pouvoir avant que ne règne Aurélien. Une hypothèse historique veut qu'un haut dignitaire, fuyant une révolte, ait pris la mer à Ostie entre mars 271 et novembre 273 à destination de l'Afrique du Nord, via la Corse. Dans les soutes de sa galère à voiles et à rames, il transporte son précieux chargement, qui n'arrivera jamais à bon port. Son navire aurait pris feu avant de sombrer au large d'Ajaccio. Selon une autre hypothèse peu étayée, des ouvriers italiens auraient trouvé au XIXe siècle, les pièces dans le village de Villanova qui surplombe le golfe de Lava, trésor dont ils auraient caché une partie plus près de la mer. L'absence de toute trace d'épave lors des recherches du DRASSM avec le André Malraux n'accrédite pas pour autant cette dernière hypothèse.

## Intérêt de la découverte
Pour certains, le trésor de Lava attesterait de l'importance de l'utilisation de l'or dans les échanges au IIIe siècle de notre ère. Il pourrait également refléter la fortune d'un très haut personnage de l'Empire qui aurait accumulé des richesses exceptionnelles au fil des règnes de Claude II, Aurélien et Gallien. Ce trésor a en tout cas livré des pièces exceptionnelles notamment les multiples en or de Claude II le Gothique et le plat en or.

## Le sort des objets
En 1985, les « pilleurs » auraient écoulé les pièces une à une sur les terrasses des cafés pour 50 000 francs. Puis ils auraient vendu des pièces et des bijoux à des Américains venus en Corse en décembre 1985 avec deux mallettes pleines de billets. En mars 1986, ils trouvent des relais parmi certains collectionneurs parisiens auxquels ils proposent les monnaies, notamment une vingtaine de pièces à Jean Vinchon, un expert numismate. On peut d'une certaine façon, regretter que le trésor n'ait pas été déclaré aux autorités, ceci aurait permis de le faire rentrer dans les collections nationales françaises et de maintenir groupé un ensemble inestimable. Notons que les découvertes effectuées sur le domaine public maritime appartiennent d'un point de vue légal, à l'État. Aujourd'hui, les trouvailles faîtes à Lava seraient dispersées de par le monde. D'après les indications du livre de Félix Biancamaria, les pièces, les multiples et les médaillons auraient été revendus par lots à des numismates professionnels ou amateurs, français, européens et extra-européens, notamment américains. Par ailleurs, les anneaux d'or et débris de pièces d'or auraient été fondus mais cette affirmation doit être appréhendée avec circonspection.
En novembre 1986, une partie du lot, mis aux enchères au Sporting d'hiver de Monte-Carlo, est saisie par les douanes. Parmi les dix-huit pièces rarissimes se trouvait un médaillon de Gallien, d'une valeur de 150 000 € dont il n'existe que trois exemplaires connus au monde. Exerçant son droit de propriété sur les épaves maritimes, l'État français a récupéré à ce jour environ 80 pièces du trésor. La moitié de ces pièces sont conservées au cabinet des médailles de la bibliothèque nationale à Paris mais ne sont pas exposées, l'autre moitié au musée de Préhistoire corse et d'archéologie de Sartène en Corse.
Le 10 mars 2017, la presse nationale et corse révèle qu'une enquête de gendarmerie sur une année a abouti à la mise en examen et l'incarcération de « Pierre-François Sabiani, Simon Giuntini, Olivier Birgi et Marie-Emmanuelle Rossi » et ce « pour un trafic de pièces d'or en provenance du trésor de Lava datant de l'Empire romain ». Il est relaté que « les enquêteurs de la section de recherches ont mis la main sur 16 pièces pour une valeur comprise entre 70 000 et 800 000 euros la pièce, destinées au marché asiatique ». Il semblerait que les personnes inculpées aient camouflé les pièces dans des tampons encreurs de décoration, en bois et caoutchouc dans le but de les échanger à Hong Kong contre des armes démilitarisées. Plus tard, remilitarisées, ces armes auraient été revendues au « Milieu ». 

### Plat à sacrifice de l'empereur Gallien
Un plat en or, d'un poids de 900 g, dont l'existence est révélée en juillet 1992 par une photographie et un petit croquis saisi chez un brocanteur d'Ajaccio, est, selon une première hypothèse historique, le « fameux plat à sacrifice de l'empereur Gallien », destiné à recueillir le sang. Néanmoins il n'est pas suffisamment constituant de supputer chez Gallien, plus que chez un autre empereur romain, de pratique spécifique de sacrifices rituels (avérée cependant dans l'Empire), car, dans ce cas, pourquoi d'autres plats à sacrifice de facture similaire dans des métaux moins précieux ne nous seraient-ils pas parvenus ? Le plat aurait été découvert en juillet 1986 à quatre mètres du rivage, sous un rocher, selon les témoignages.  
Une deuxième hypothèse historique affirme qu'il s'agirait d'une aune à grain à l'effigie de l'empereur, utilisée dans le cadre du commerce du drap entre l'île et le centre de l'Empire.  
Une troisième hypothèse suggère que ce plat ait pu remplir les deux usages et soit ainsi unique dans sa facture. Cette pièce d'orfèvrerie, la seule connue à ce jour, mesure environ 25 cm de diamètre, est épaisse de 3 mm et était incrustée à l'origine, d'une médaille de l'empereur Gallien en son centre (estimée à 580 000 €). Cette médaille centrale a été extraite au ciseau par un orfèvre pour être vendue et a aujourd'hui disparu. Elle fait depuis l'objet de recherches actives. 
Enfin, selon une autre hypothèse, le plat et l'entièreté du trésor de Lava aurait été conservé en Corse durant plus de dix-sept siècles. Le plat est évalué entre un et demi et deux millions d'euros. Le plat aurait voyagé dans quinze ou vingt pays. Il aurait quitté la France pour les États-Unis, recouvert de peinture et mêlé aux gamelles de camping d'un ami routard[Qui ?]. Puis, il est revenu en Corse après l'échec d'une vente. Plus tard, une équipe de gros bras du FLNC aurait récupéré le plat pour cause d'une transaction non finalisée[réf. nécessaire].
Le plat a été retrouvé et confisqué par la douane Française le 21 octobre 2010 à la gare de Roissy-en-France, en la possession de Félix Biancamaria de retour de Bruxelles.

## Poursuites pénales
La justice a été saisie et huit « pilleurs » ont été mis en examen. Après huit ans d'enquête et 500 personnes interrogées, la justice a condamné, en 1994, Ange et Félix Biancamaria ainsi que Marc Cotoni à dix-huit mois de prison avec sursis et 25 000 F d'amende. Deux numismates professionnels ont été également condamnés. 
Un nouveau procès lié au trésor s'est tenu début 2024, à l'issue duquel Félix Biancamaria a été condamné à un an de prison avec sursis pour le recel du plat en or qu'il voulait vendre en 2010 en Belgique, et son complice à 8 mois de prison avec sursis. Les peines sont assorties d'une amende solidaire de 200 000€ et l'État français reste propriétaire du plat en or. Les deux condamnés ont fait appel.

## Incidences sur le marché de la numismatique
Les investigations menées par la police pour retrouver les pièces du trésor de Lava ont jeté la suspicion sur les pièces d'or de la période 260 - 275 détenues par des collectionneurs. On considère que la plupart des médaillons en or de Gallien, les multiples de Claude II ou d'Aurélien proviendraient du trésor de Lava. L'État peut à tout moment exercer son droit de revendication sur les objets provenant du trésor de Lava en l'état de recel d'épaves maritimes. Seul un multiple de Claude II le Gothique, passé en vente publique, peut échapper à la revendication de l'État.
Toutefois ce droit étatique est largement hypothétique s'il s'agit de transaction de gré à gré.

### Filmographie
- Les Énigmes du trésor corse, documentaire écrit et réalisé par Karel Prokop, 52 min. Diffusé sur Arte le 22 août 2014[15].
- L'or de Lava, documentaire de Jean-Luc Delmon-Casanova, 52 min, diffusé sur France 3 Corse ViaStella le 9 mars 2018[16].
- Inestimable, film d'Eric Fraticelli, sorti en France le 1er novembre 2023.